# 国家地理 (亚洲电视频道)
国家地理（亚洲）（英语： National Geographic Asia ），前身为NBC Asia（全国广播公司亚洲台），曾用称呼为国家地理频道（英语： National Geographic Channel Asia ），商业缩写和商标为Nat Geo或Nat Geo TV ）是迪士尼传媒集团亚太（通过 NGC Network Asia, LLC）对亚洲播出的收费电视频道。该频道播出的节目以涉及自然、科学、文化、历史的纪实节目为主，节目由国家地理学会制作。频道于1994年1月1日以NBC Asia的名义开播，起初为美国国家广播公司播出的频道，以播出美国NBC的节目为主，1998年改由美国国家地理学会管理。截至2008年，超过5600万家庭可以收看亚洲版国家地理频道。NGC Asia有6个不同的提要渠道。随着国家地理频道播出的节目内容迁移到流媒体平台Disney+ ，该频道或将于2023年至2024年关闭。目前该频道在中国国家广播电视总局134统一平台和亚太七号卫星上仍有播出，仅对中国大陆提供服务。

## 历史

### 全国广播公司亚洲台（1994年–1998年）
1994 年 1 月 1 日，该频道正式推出，名称为NBC Asia。它主要播放美国全国广播公司（NBC）制作播出的电视节目，包括NBC晚间新闻、 今夜秀 、 週六夜現場和深夜秀 。与欧洲一样，由于版权限制，NBC亚洲频道无法播放在美国境内以黄金时段播送的节目。不过，它也播出了NBC体育频道的一些节目。在工作日晚上，NBC亚洲频道会播出地区性晚间新闻节目。它偶尔会联播CNBC亞洲台和MSNBC的一些节目。

### 国家地理亚洲（1998年至今）
1998 年 7 月 1 日，NBC Asia 更名为国家地理频道（亚洲）。 NBC 的节目转移至CNBC亞洲台 。
2008 年 2 月 4 日，Nat Geo Junior 节目在上午晚些时候和下午晚些时候两个非临时时段在频道上推出。 《我不知道》 、 《疯狂实验室》和《狂野侦探》是该时段最初的节目。 

#### 关闭
《国家地理》及其姐妹频道國家地理野生頻道一直保持播出，直至2023年10月1日，迪士尼公司宣布关闭部分面向亚太的电视频道这一调整导致许多地区的付费电视提供商停止了对迪士尼傳媒集團 (亞太)电视频道的转播，包括国家地理频道本身。  然而，国家地理的大部分节目内容，包括其纪录片，都已在Disney+ （或印度尼西亚、马来西亚和泰国的 Disney+ Hotstar ）上线。因为迪士尼目前拥有国家地理频道全球网络的部分版权。
然而，中国大陆的国家广播电视总局134统一平台截止2024年初，仍在转播国家地理频道的亚洲国际版。
台湾地区版本于2024年1月1日关闭；  原台湾境内有线频道位置被BBC Earth取代。 
尚未停止播出该频道的亚洲国家或地区目前包括中国大陆、日本和中东、印度部分地区，因为日本的业务目前由华特迪士尼公司（日本）有限公司运营，而中东和印度次大陆的业务运营商尚未确定，中国大陆地区的政策难以推进Disney+的业务。早期可以播出该频道的地区目前与华特迪士尼公司的中东、的欧洲、非洲业务共享频道资源。目前该频道仍然可以在卫星上继续接收。

## 各地版本播出情况

旧版国家地理频道徽标（2005-2016）

- 国家地理亚洲：通过两个音轨以及粤语字幕轨道以英语和粤语播出，目前正在缩减广播范围，在中国大陆、日本等地平台上仍有播出。
- 国家地理印度：针对印度及其邻国。该频道通过五个不同的音轨以英语、印地语、泰米尔语、泰卢固语和孟加拉语播出。
- 国家地理中东频道：香港时间晚上 11:00 至凌晨 5:00 同步播出亚洲节目。还提供阿拉伯语字幕。在主要的亚洲频道减少播出地区后，该频道现在由华特迪士尼公司欧洲、中东和非洲地区管理，该公司已经控制了欧洲和非洲地区的国家地理频道。
- 国家地理日本：包含日语字幕。
- 国家地理台湾：包含中文字幕，已于2024年1月1日停播。